# Fabrice Leggeri

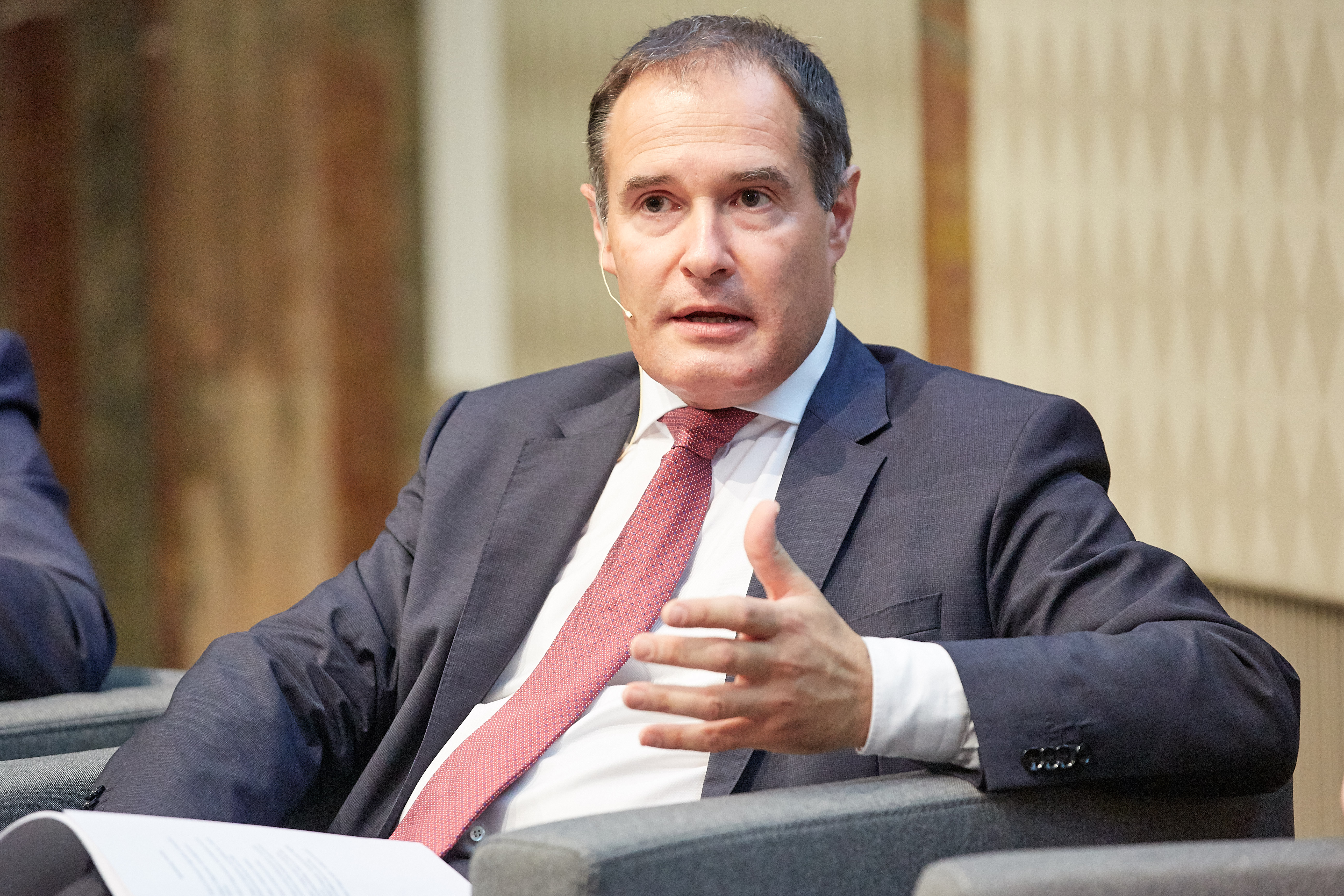
Fabrice Leggeri (2018)

Fabrice Joêl Roger Leggeri (* 28. März 1968 in Mülhausen) ist ein französischer Politiker (Rassemblement National), ehemaliger Ministerialbeamter und EU-Funktionär. Er war von Januar 2015 bis April 2022 Direktor der Europäischen Agentur für die Grenz- und Küstenwache Frontex. Ihm wird vorgeworfen, illegale Pushbacks der griechischen Küstenwache vertuscht zu haben. Bei der Europawahl 2024 wurde Leggeri auf der Liste der französischen rechtspopulistischen Partei Rassemblement National ins EU-Parlament gewählt.

## Werdegang

### Ausbildung
Nach den geisteswissenschaftlichen Vorbereitungsklassen am Lycée Fustel de Coulanges in Straßburg studierte Fabrice Leggeri von 1989 bis 1992 Neuere und neueste Geschichte an der École normale supérieure und der Université Paris 1 Panthéon-Sorbonne, wo er mit einer Maîtrise und einem diplôme de troisième cycle abschloss. Parallel absolvierte er das zweijährige Diplomprogramm des Institut d’études politiques de Paris (Sciences Po). Nach seinem Wehrdienst durchlief er 1994 bis 1996 die Elitehochschule für Verwaltung École nationale d’administration (ENA).

### Politischer Beamter
Direkt im Anschluss wurde Leggeri 1996 Beamter im französischen Innenministerium, wo er das Referat Grenzüberschreitender Verkehr, Grenzen und Visa leitete. Die französische Regierung ordnete ihn von 2000 bis 2003 als nationalen Experten zur EU-Kommission ab. Dort arbeitete er im Projektbereich „Management der EU-Außengrenzen“, der 2002 die Gründung von Frontex empfahl. Zurück in Frankreich hatte Leggeri von 2003 bis 2007 die Position eines Vize-Präfekten, zunächst als Büroleiter (directeur de cabinet) des Regionalpräfekten der Haute-Normandie, dann als Leiter der Unterpräfektur Châteaulin im bretonischen Département Finistère.
Von 2007 bis 2011 leitete er die Abteilung für Internationales und Europäisches Recht im französischen Verteidigungsministerium. 2011 ging er für zwei Jahre als stellvertretender Leiter an die Französische Botschaft in Seoul. Im August 2013 kehrte Leggeri ins Französische Innenministerium zurück und leitete die Abteilung „Irreguläre Migration“ mit Bezug zum Schengener Abkommen und dem Problembereich illegaler Einwanderung.

### Frontex-Direktor
Am 16. Januar 2015 trat er bei der in Warschau angesiedelten Frontex als Direktor die Nachfolge des Finnen Ilkka Laitinen an. Leggeri spricht fließend Deutsch. Ende April 2022 bot er seinen Rücktritt an. Im Dezember 2022 wurde der Niederländer Hans Leijtens, bislang Kommandeur der Koninklijke Marechaussee, als sein Nachfolger ausgewählt.

### EU-Parlamentarier

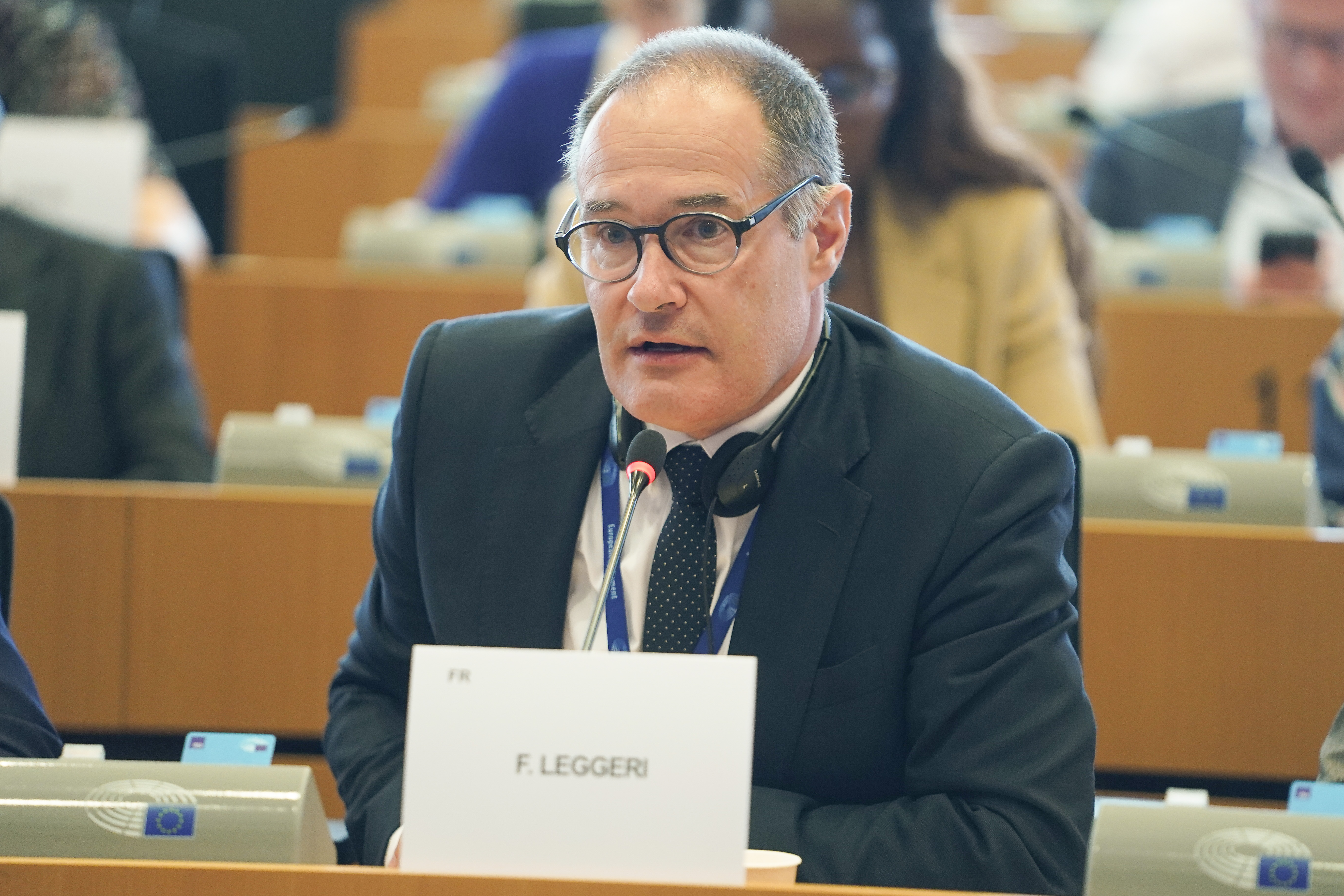
Seit 2024 ist Leggeri Mitglied des Europäischen Parlaments

Im Februar 2024 trat Leggeri auf Listenplatz 3 für die rechtsextreme Rassemblement National bei den EU-Wahlen an. Er bezeichnete seine Kandidatur als „logischer Schritt, um die europäischen Grenzen zu schützen“. Er nutze das Wort Menschenrechte „wie ein Schimpfwort“ schrieb Annika Joeres in einer Analyse in Der Zeit, in der sie ihn und seine Karriere mit der von Hans-Georg Maaßen verglich und fragte, wie Menschen mit offensichtlich radikalen Ansichten in solch hohe Beamten-Positionen gelangen können. Des Weiteren beschrieb sie Leggeris Schritt als Dammbruch, da Absolventen der École nationale d’administration bisher Abstand zu der rechtsextremen Partei von Marine Le Pen gehalten hatten. Leggeri gilt als ein erbitterter Gegner Ursula von der Leyens.
Im Europäischen Parlament sitzt Leggeri in der radikal rechtspopulistischen und EU-skeptischen Fraktion Patrioten für Europa. Er ist Mitglied im Ausschuss für bürgerliche Freiheiten, Justiz und Inneres sowie Delegierter für die Beziehungen zur Koreanischen Halbinsel.

## Illegale Pushbacks durch Frontex
Ende November 2020 veröffentlichten mehrere Zeitungen Beiträge, die nahelegten, dass Frontex-Mitarbeiter mehrfach sogenannte Pushbacks durchgeführt haben. In mindestens einem Fall wird vermutet, dass Leggeri über diese Praxis informiert war. Im Serious Incident Report Nummer 11095 dokumentierten Frontex-Beamte, wie rund 30 Flüchtlinge in der Nacht vom 18. auf den 19. April 2020 von griechischen Grenzschützern illegal aus griechischen in türkische Gewässer geschleppt wurden. Ein Frontex-Aufklärungsflugzeug beobachtete den Vorgang nahe der Insel Lesbos aus der Luft.
Am 7. Dezember 2020 führte das Europäische Amt für Betrugsbekämpfung (OLAF) eine Razzia in den Büros des Frontex-Exekutivdirektors Fabrice Leggeri sowie seines Kabinettschefs Thibauld de La Haye Jousselin durch – als Teil einer Untersuchung zu Vorwürfen von „Belästigung, Fehlverhalten und Zurückdrängung von Migranten“. Laut einem internen Dokument, das von Journalisten der griechischen Zeitung Ekathimerini eingesehen wurde, hatte sich Leggeri der Einstellung der erforderlichen 40 Grundrechtsbeauftragten, die in der Verordnung der neuen Europäischen Agentur für Grenz- und Küstenwache vorgesehen sind, „aktiv widersetzt“ und auf häufige Fragen von Mitarbeitern der Agentur Anfang 2020 geantwortet, dass „es keine Priorität ist“. Auch beschuldigte der Autor des Artikels Yannis Palaiologos, Leggeri für eine „komisch inkompetente“ Personalabteilung verantwortlich zu sein. Mehrere Parteien im EU-Parlament forderten Leggeris Rücktritt. Am 29. April 2022 trat er von seinen seinem Amt zurück. Der Schritt soll nur indirekt mit den Pushback-Vorwürfen zu tun haben.